# Holnon
Holnon település Franciaországban, Aisne megyében. Lakosainak száma 1350 fő (2022. január 1.). Holnon Attilly, Francilly-Selency, Gricourt, Maissemy, Savy és Vermand községekkel határos.

## Népesség
A település népességének változása:
| Lakosok száma | 414  | 1216 | 1199 | 1364 | 1404 | 1413 | 1387 | 1367 | 1360 | 1350 |
|               | 1968 | 1982 | 1990 | 2006 | 2013 | 2015 | 2017 | 2019 | 2020 | 2022 |